# Power Move Pro Wrestling
Power Move Pro Wrestling (新日本プロレスリング闘魂烈伝, Shin Nippon Pro Wrestling: Toukon Retsuden) est un jeu vidéo de catch développé par Yuke's, sorti sur PlayStation en 1995 au Japon par Tomy et en 1996 aux États-Unis par Activision.

## Système de jeu

### Généralités
Power Move Pro Wrestling est un jeu de catch venu du Japon mettant en avant 12 catcheurs. Les personnages partagent pour la plupart le même modèle 3D sur lequel sont appliqués les skins propres aux personnages.

### Personnages
- Da’ Judge
- Danny McGee
- Commandent
- Zombie
- ChainGang
- Malibu Mike
- Lance
- The Egyptian
- Area 51
- Orange
- El Temblor
- King Og

## Accueil
Dans le numéro 14 de Next Generation, le jeu reçoit d'abord une note de 4 étoiles sur 5 pour la version originale. Le numéro 26 lui attribue une note de 3.